# 旗本退屈男 謎の幽霊船
『旗本退屈男 謎の幽霊船』（はたもとたいくつおとこ なぞのゆうれいせん）は、1956年（昭和31年）7月12日公開の日本映画である。東映製作・配給。監督は松田定次、主演は市川右太衛門。イーストマンカラー、スタンダード、90分。
佐々木味津三原作・市川右太衛門主演の『旗本退屈男』シリーズの第20作で、シリーズ初のカラー作品でもある。配収は1億8678万円で、1956年度の邦画配収ランキング第5位となった。

## あらすじ
ある日、琉球王国から薩摩藩への貢ぎ船の中から白装束の女が現れる。女は琉球王国の使者に切られるが、死の間際、居合わせた薩摩藩の家老・平田監物に何かを告げる。怪事件が相次ぐ中、旗本退屈男こと早乙女主水之介が関係者を連れ、幕府の命で薩摩を訪れる。監物の娘・里枝の使者が殺され、早乙女は監物とともに琉球へ渡る。そして、早乙女は宿泊先で襲撃を受け、王の一族・阿麻和利が真犯人であることを知る。

## スタッフ
- 監督：松田定次
- 製作：大川博
- 企画：マキノ光雄、大森康正
- 脚本：比佐芳武
- 原作：佐々木味津三
- 撮影：川崎新太郎
- 音楽：深井史郎
- 美術：桂長四郎
- 照明：田辺憲二
- 編集：宮本信太郎
- 色彩考証：和田三造
- 衣装考証：甲斐庄楠音
- 助監督：沢島忠

## キャスト
- 早乙女主水之介：市川右太衛門
- 里枝：高千穂ひづる
- 百踏：勝浦千浪
- 菊路：田代百合子
- 阿麻和利：進藤英太郎
- 横這いの円太：横山エンタツ
- 弥八：杉狂児
- 風天堂一徹：渡辺篤
- 平田監物：薄田研二
- 大迫庄左エ門：原健策
- 孫大人：山形勲
- 赤七：富田仲次郎
- 名護玄哲：神田隆
- 嘉手納幸之進：永田靖
- 尚貞王：三島雅夫
- 阿応理屋：千石規子
- 島津綱孝：江原真二郎
- 国吉伊都城：上代悠司
- 小禄：団徳麿
- 島袋和好：百々木直
- 長史：水野浩
- 手登根助八：小田部通麿
- 張：東日出雄
- 呉：中野文男
- 髙木弥十郎：河村満和
- 岩村喜内：矢奈木邦二郎
- はる：千津伶子
- なみ：千舟しづか

## 同時上映
『水戸黄門漫遊記 怪猫乱舞』
- 脚本：土屋欣三／監督：伊賀山正光／主演：月形龍之介